# 水府村
水府村（すいふむら）は、茨城県の久慈郡に置かれていた村である。合併により現在は常陸太田市水府地区となっている。

## 地理
現在の常陸太田市の中部に位置し、村域は阿武隈高地の一部で山がちな地形。村内には久慈川の支流が流れる。
- 山：男体山、白木山、高崎山、鍋足山、東金砂山、武生山、鷹取山、雷神山、要害山
- 河川：山田川、染川、竜神川
- 湖沼：竜神湖

村名の由来
- 当地が水府葉タバコの産地であったことによる[1]。「水府葉」は江戸時代から旧水府村域を含む水戸藩領の北部地域で栽培されていたタバコの呼び名で、「水府」とは水戸の別名である。

### 隣接していた自治体
- 日立市
- 常陸太田市
- 久慈郡
  - 金砂郷町
  - 里美村
  - 大子町
- 那珂郡
  - 山方町

## 歴史

### 年表
- 1955年（昭和30年）3月1日 - 山田村、染和田村と河内村の一部（西河内上）が合併し、水府村が発足。
- 1956年（昭和31年）9月30日 - 水府村、天下野村、高倉村が合併し、改めて水府村が発足。
- 1993年（平成5年）4月1日 - 国道461号が制定。
- 2004年（平成16年）12月1日 - 水府村は金砂郷町、里美村とともに常陸太田市に編入され、消滅。

### 行政区域変遷
変遷の年表
| 水府村村域の変遷（年表） | 水府村村域の変遷（年表） | 水府村村域の変遷（年表） |
| 年                       | 月日                     | 旧水府村村域に関連する行政区域変遷 |
| ------------------------ | ------------------------ | --- |
| 1889年（明治22年）       | 4月1日                   | 町村制施行に伴い、以下の村がそれぞれ発足。 - 河内村 ← 町屋村・西河内下村・西河内中村・西河内上村 - 山田村 ← 東連地村・松平村・和田村・棚谷村・国安村 - 染和田村 ← 和久村・町田村・西染村・中染村・東染村 - 天下野村 ← 天下野村・上高倉村・下高倉村 |
| 1896年（明治29年）       | 5月28日                  | 天下野村の一部（上高倉・下高倉）が分立し高倉村が発足。 |
| 1955年（昭和30年）       | 3月1日                   | 山田村、染和田村、河内村の一部（西河内上）が合併し、水府村が発足。 |
| 1956年（昭和31年）       | 9月30日                  | 水府村、天下野村、高倉村が合併し、水府村が発足。 |
| 2004年（平成16年）       | 12月1日                  | 水府村は金砂郷町、里美村とともに常陸太田市に編入され、消滅。 |

変遷表
| 水府村村域の変遷表 | 水府村村域の変遷表 | 水府村村域の変遷表 | 水府村村域の変遷表           | 水府村村域の変遷表    | 水府村村域の変遷表     | 水府村村域の変遷表               | 水府村村域の変遷表 |
| 1868年 以前        | 1868年 以前        | 明治22年 4月1日    | 明治22年 - 昭和19年          | 昭和20年 - 昭和64年   | 昭和20年 - 昭和64年    | 平成元年 - 現在                  | 現在               |
| ------------------ | ------------------ | ------------------ | ---------------------------- | --------------------- | ---------------------- | -------------------------------- | ------------------ |
|                    | 東連地村           | 山田村             | 山田村                       | 昭和30年3月1日 水府村 | 昭和31年9月30日 水府村 | 平成16年12月1日 常陸太田市に編入 | 常陸太田市         |
|                    | 松平村             | 山田村             | 山田村                       | 昭和30年3月1日 水府村 | 昭和31年9月30日 水府村 | 平成16年12月1日 常陸太田市に編入 | 常陸太田市         |
|                    | 和田村             | 山田村             | 山田村                       | 昭和30年3月1日 水府村 | 昭和31年9月30日 水府村 | 平成16年12月1日 常陸太田市に編入 | 常陸太田市         |
|                    | 棚谷村             | 山田村             | 山田村                       | 昭和30年3月1日 水府村 | 昭和31年9月30日 水府村 | 平成16年12月1日 常陸太田市に編入 | 常陸太田市         |
|                    | 国安村             | 山田村             | 山田村                       | 昭和30年3月1日 水府村 | 昭和31年9月30日 水府村 | 平成16年12月1日 常陸太田市に編入 | 常陸太田市         |
|                    | 和久村             | 染和田村           | 染和田村                     | 昭和30年3月1日 水府村 | 昭和31年9月30日 水府村 | 平成16年12月1日 常陸太田市に編入 | 常陸太田市         |
|                    | 町田村             | 染和田村           | 染和田村                     | 昭和30年3月1日 水府村 | 昭和31年9月30日 水府村 | 平成16年12月1日 常陸太田市に編入 | 常陸太田市         |
|                    | 西染村             | 染和田村           | 染和田村                     | 昭和30年3月1日 水府村 | 昭和31年9月30日 水府村 | 平成16年12月1日 常陸太田市に編入 | 常陸太田市         |
|                    | 中染村             | 染和田村           | 染和田村                     | 昭和30年3月1日 水府村 | 昭和31年9月30日 水府村 | 平成16年12月1日 常陸太田市に編入 | 常陸太田市         |
|                    | 東染村             | 染和田村           | 染和田村                     | 昭和30年3月1日 水府村 | 昭和31年9月30日 水府村 | 平成16年12月1日 常陸太田市に編入 | 常陸太田市         |
|                    | 西河内上村         | 河内村 の一部      | 河内村の一部                 | 昭和30年3月1日 水府村 | 昭和31年9月30日 水府村 | 平成16年12月1日 常陸太田市に編入 | 常陸太田市         |
|                    | 天下野村           | 天下野村           | 天下野村                     | 天下野村              | 昭和31年9月30日 水府村 | 平成16年12月1日 常陸太田市に編入 | 常陸太田市         |
|                    | 上高倉村           | 天下野村           | 明治29年5月28日 高倉村が分立 | 高倉村                | 昭和31年9月30日 水府村 | 平成16年12月1日 常陸太田市に編入 | 常陸太田市         |
|                    | 下高倉村           | 天下野村           | 明治29年5月28日 高倉村が分立 | 高倉村                | 昭和31年9月30日 水府村 | 平成16年12月1日 常陸太田市に編入 | 常陸太田市         |

## 姉妹都市
- 茨城県牛久市

## 地域

### 教育
中学校
- 水府中学校

小学校
- 水府小学校（校舎は旧染和田小学校：染和田小学校・北小学校が合併）
  - 水府村立北小学校（廃校／校舎は旧天下野小学校：高倉小学校と天下野小学校が合併）
  - 水府村立染和田小学校（現　水府小学校）
- 山田小学校

幼稚園
- 水府幼稚園

## 交通

### 道路
- 一般国道
  - 国道461号
- 主要地方道
  - 茨城県道29号常陸太田烏山線
  - 茨城県道33号常陸太田大子線
  - 茨城県道36号日立山方線
- 一般県道
  - 茨城県道166号和田上河合線
  - 茨城県道249号山方水府線

## 名所・旧跡・観光スポット・祭事・催事
- 竜神峡
- 竜神ふるさと村
- 金砂神社磯出大祭礼